# Языковые разделы Википедии
Языковой раздел Википедии — версия Википедии на одном из 343 языков. У каждого раздела есть своё сообщество редакторов, совместно вырабатывающее нормы и правила работы, при этом у всех разделов цель является общей — написание полной, точной и общедоступной энциклопедии. Статьи, описывающие одно и то же понятие в разных языковых разделах, связаны между собой гиперссылками через викиданные.

## Описание
По состоянию на , существует 356  языковых разделов Википедии (из которых 343 активны, 13 — закрыты и перемещены в Инкубатор Викимедиа). Преодолели планку в полтора миллиона статей 11 языковых разделов, 18 — более одного миллиона статей, 71 — более 100 тысяч, 162 — свыше 10 тысяч, 285 — превысили 1000 и только 30 разделов содержат меньше 1000 статей.
По данным Alexa Internet, в начале апреля 2013 года русская Википедия находилась на четвёртом месте по посещаемости, а пятёрка лидеров выглядела так: английская — 58,16 %; испанская — 7,83 %; японская — 7,45 %; русская — 6,35 %; немецкая — 5,71 %.
Википедия является сетевой энциклопедией, поэтому по всему миру участники одного и того же языкового раздела могут использовать различные диалекты или могут быть из разных стран (как в случае с англоязычным разделом). Эти различия могут привести к некоторым конфликтам по различным написаниям слов (например, color vs. colour) или по точкам зрения. Несмотря на то, что различные языковые разделы придерживаются глобальной политики, такой как нейтральная точка зрения, они расходятся по некоторым вопросам политики и практики, особенно по вопросу, могут ли изображения, которые не лицензируются по свободной лицензии, использоваться согласно требованиям добросовестного использования.

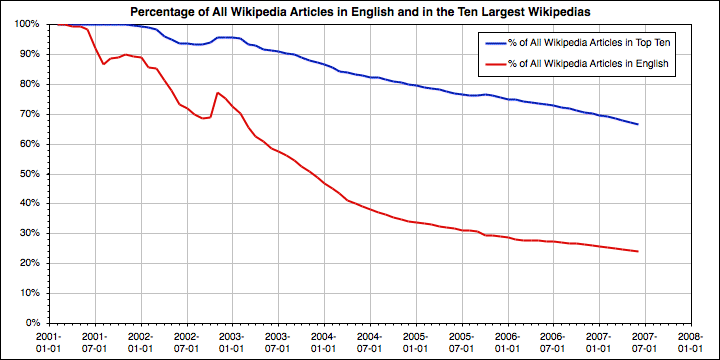
Процент от всех статей Википедии на английском (красный) и 10 крупнейших языковых разделов (синий). На июль 2008 меньше, чем 23 % статей Википедии — на английском

Джимми Уэйлс охарактеризовал Википедию как «усилия по созданию и распространению свободной энциклопедии самого высокого качества для каждого человека на планете на его родном языке». Несмотря на то, что функционирование каждого языкового раздела более или менее самостоятельно, предприняты некоторые усилия для контроля всех разделов. Они координируются частично Мета-вики, вики Фонда Викимедиа, посвящённой поддержанию всех его проектов (Википедия и др.). Например, Мета-вики предоставляет важную статистику всех языковых разделов Википедии и поддерживает список статей, которые должны быть во всех Википедиях. Список касается основного содержания предметов: биография, история, география, общество, культура, наука, технология, продовольствие и математика. Что касается остального, то нередко для статей, тесно связанных с конкретным языком, нет копии в другом разделе. Например, статьи о малых городах США могут быть доступны только на английском.
Переводные статьи представляют лишь небольшую долю статей в большинстве разделов, в частности, потому, что автоматизированный перевод статей не разрешён. Статьи, доступные более чем на одном языке, могут иметь «интервики»-ссылки, которые связывают статьи с их аналогами в других разделах.
По состоянию на 2018 год языки народов России лидировали по числу активных языковых разделов Википедии; далее на отдалении следовала только Индия. На языки народов России приходилось около 10 % всех существующих «Википедий».

## Издания

### На CD и DVD

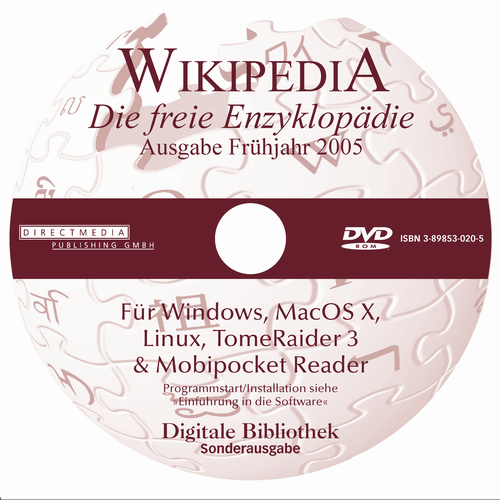
Обложка DVD немецкой Википедии, выпущенной Directmedia Publishing в апреле 2005 года

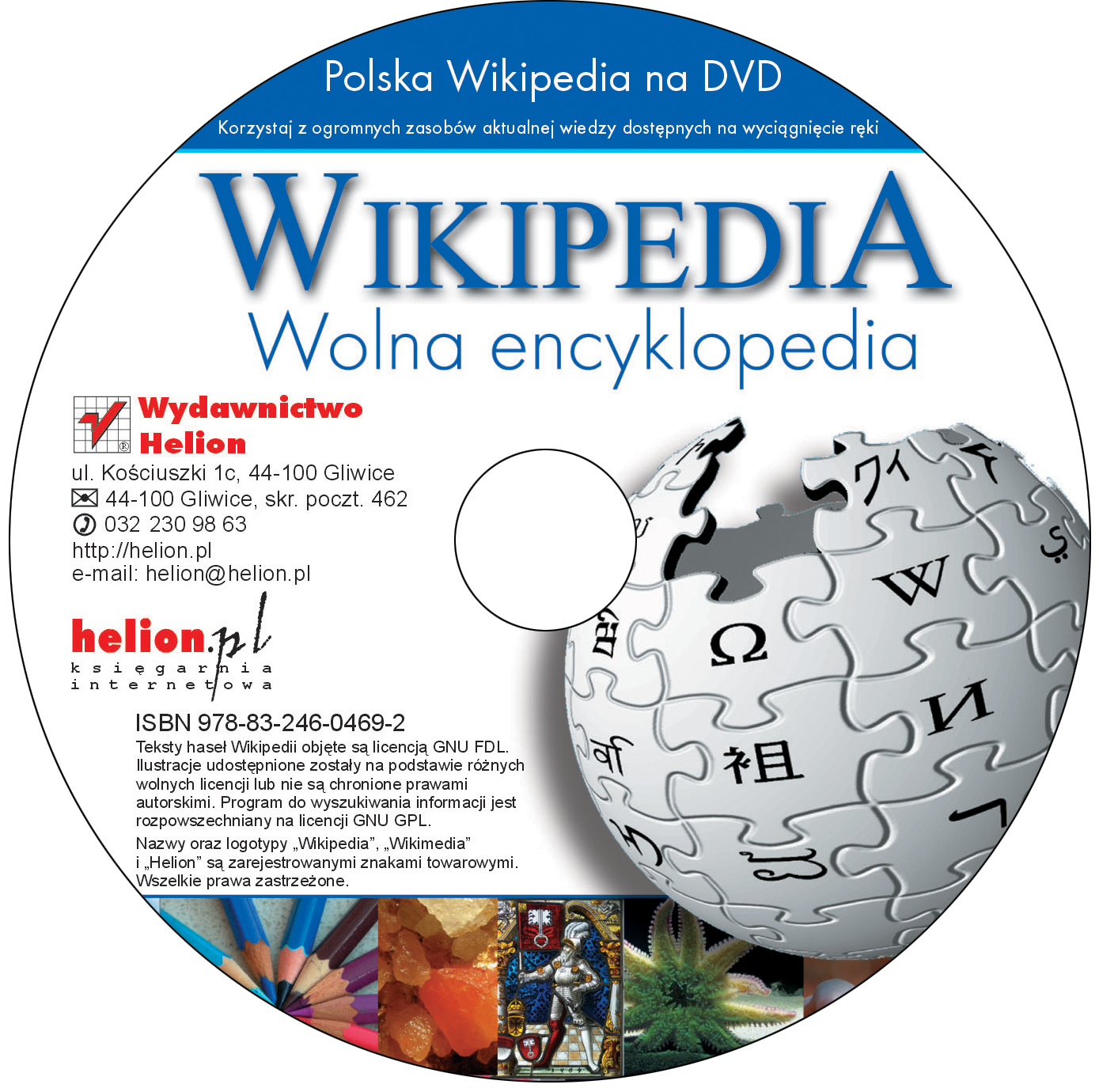
Обложка DVD польской Википедии, выпущенной издательством helion.pl

Несколько языковых версий опубликовали подборку статей Википедии в версии на оптических дисках. Английская версия, 2006 Wikipedia CD Selection, содержит около 2000 статей. Ещё одна английская версия, разработанная Linterweb, содержит «1988 + статей». Польская версия содержит около 240 000 статей. Существуют также несколько немецких версий.
Первое издание немецкой Википедии было выпущено на CD в декабре 2004 года и стоило 3 евро. Было разослано около 40 000 дисков. Второе издание вышло в апреле 2005 года как на CD, так и на DVD. Диск содержал 205 тысяч статей и 10 тысяч изображений, находящихся в общественном достоянии. Directmedia продала 30 000 дисков по 9,90 евро каждый. В декабре того же года появилось третье издание. В него вошли DVD (300 тысяч статей и 100 тысяч изображений) и книга объёмом 139 стр., в которой рассказывалось, что такое Википедия, а также излагались её история и основные правила. Диск и книга были изданы компанией Zenodot Verlagsgesellschaft mbH, и продавались по той же цене, что и предыдущее издание. Диск можно было бесплатно скачать в Интернете. В январе 2006 года Zenodot анонсировала выпуск печатного издания Википедии в 100 томах, по 800 страниц каждый. Последний том планировалось выпустить в 2010 году. Позже было объявлено, что проект заморожен. В декабре 2006 года был создан обновлённый образ диска. DVD не издавался, но доступен для скачивания с сайта dvd.wikimedia.org.
DVD-диск с английской Википедией, содержащий 1964 статьи по основным темам, был выпущен в сотрудничестве с компанией Linterweb в январе 2007 года и обозначен как версия 0.5. В качестве оболочки использовалась среда Kiwix, программное обеспечение с открытым исходным кодом, специально написанное для данного издания. В данный момент ведётся подготовка версий 0.7 и 1.0.
Последним на данный момент был издан DVD польского раздела. Его выпустила компания Helion.pl в конце июля 2007 года. Работа над изданием велась более года на основе дампа (файла с содержимым базы данных) от 4 июня 2006 года. База статей, имевшихся на тот момент, была скопирована на отдельный сервер, и их дорабатывали 13 оплачиваемых редакторов и около 20 добровольцев. В итоге на диск вошло около 239 000 статей и 59 000 изображений. Цена диска на момент выпуска составляла 39 злотых.

### На бумаге
В 2009 году художник Роб Мэттьюс (Rob Matthews) распечатал избранные статьи английского раздела Википедии на 5000 страниц и сшил их в книгу с твёрдым переплётом. Как он написал в пояснении к этому проекту:

Воспроизведение Википедии в непригодной для использования материальной форме поможет поставить под сомнение её полезность как интернет-ресурса.
Оригинальный текст (англ.)Reproducing Wikipedia in a dysfunctional physical form helps to question its use as an internet resource.
— Rob Matthews. Wikipedia project.

## Число Википедий по языковым семьям и группам
1. Индоевропейская семья — 132
  1. Романские языки — 32
  2. Германские языки — 29
  3. Индоарийские языки — 26
  4. Славянские языки — 21
  5. Иранские языки — 10
  6. Кельтские языки — 6
  7. Балтийские языки — 4
  8. Палеобалканские языки — 5
2. Алтайская семья — 23
  1. Тюркские языки — 18
  2. Монгольские языки — 3
  3. Пуёские языки — 2
3. Уральская семья — 15
  1. Финно-пермские языки — 14
  2. Угорские языки — 1
4. Афразийские языки — 13
  1. Семитские языки — 8
  2. Кушитские языки — 2
  3. Берберские языки — 2
  4. Чадские языки — 1
5. Кавказские языки — 10
  1. Картвельские языки — 2
  2. Нахско-дагестанские языки — 5
  3. Абхазо-адыгские языки — 3
6. Сино-тибетская семья — 14
  1. Китайский язык — 8
  2. Тибето-бирманские языки — 6
7. Дравидийская семья — 5
8. Австронезийская семья — 35
  1. Западнозондская зона — 11
  2. Филиппинские языки — 8
  3. Океанийские языки — 8
  4. Тайваньские языки — 5
  5. Центрально-малайско-полинезийские языки — 1
  6. Калимантанские языки — 1
  7. Сулавесийские языки — 1
9. Австроазиатская семья — 4
10. Тай-кадайские языки — 4
11. Индейские языки — 10
  1. Северной Америки — 6
  2. Южной Америки — 4
12. Эскимосские языки — 3
13. Нигеро-конголезские языки — 32
  1. Атлантические языки — 8
  2. Языки манде — 2
  3. Бенуэ-конголезские языки — 20
    1. Банту — 18
    2. Вольта-нигерские языки — 2

  4. Ква — 1
  5. Саваннские языки — 1
14. Нило-сахарские языки — 1
15. Языки-изоляты — 1
16. Креольские языки и пиджины — 13
17. Искусственные языки